# Авенида Паулиста
Авенида Паулиста, авеню Паулиста (порт. Avenida Paulista) — одна из главных магистралей бразильского города Сан-Паулу. Протяжённость около 2,8 км, ширина около 85 метров. Важный деловой и туристический район города.
Открыта в конце XIX века в рамках расширения города. Слово «паулиста» означает «житель Сан-Паулу». В настоящее время авеню застроена в основном современными многоэтажными офисными зданиями. Дорога проходит по наиболее высоким участкам Сан-Паулу.
Вдоль авеню расположено множество финансовых и культурных учреждений, в частности Художественный музей Сан-Паулу, парк Трианон. С 1960-х годов район стал одним из основных деловых районов города.
Авеню играет важную роль в жизни города Сан-Паулу, являясь его достопримечательностью, аналогично Елисейским Полям в Париже и Пятой авеню в Нью-Йорке.

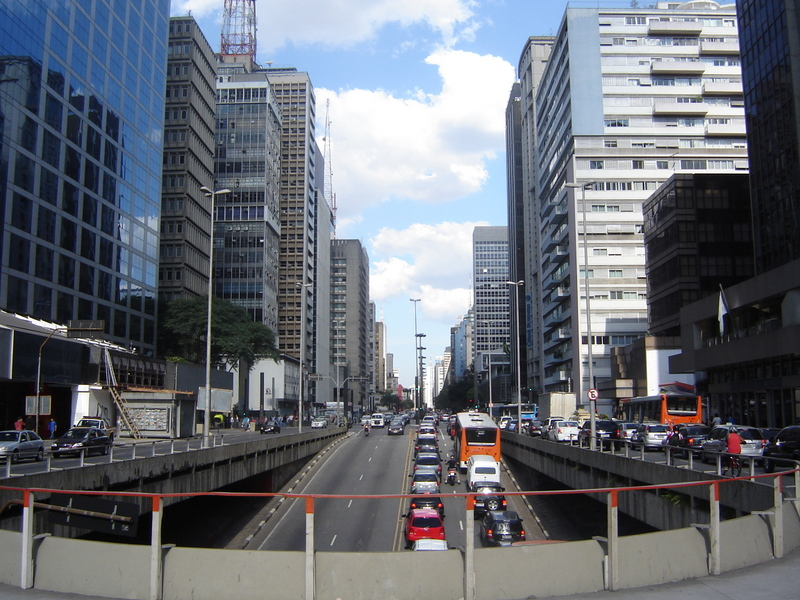
Авенида Паулиста
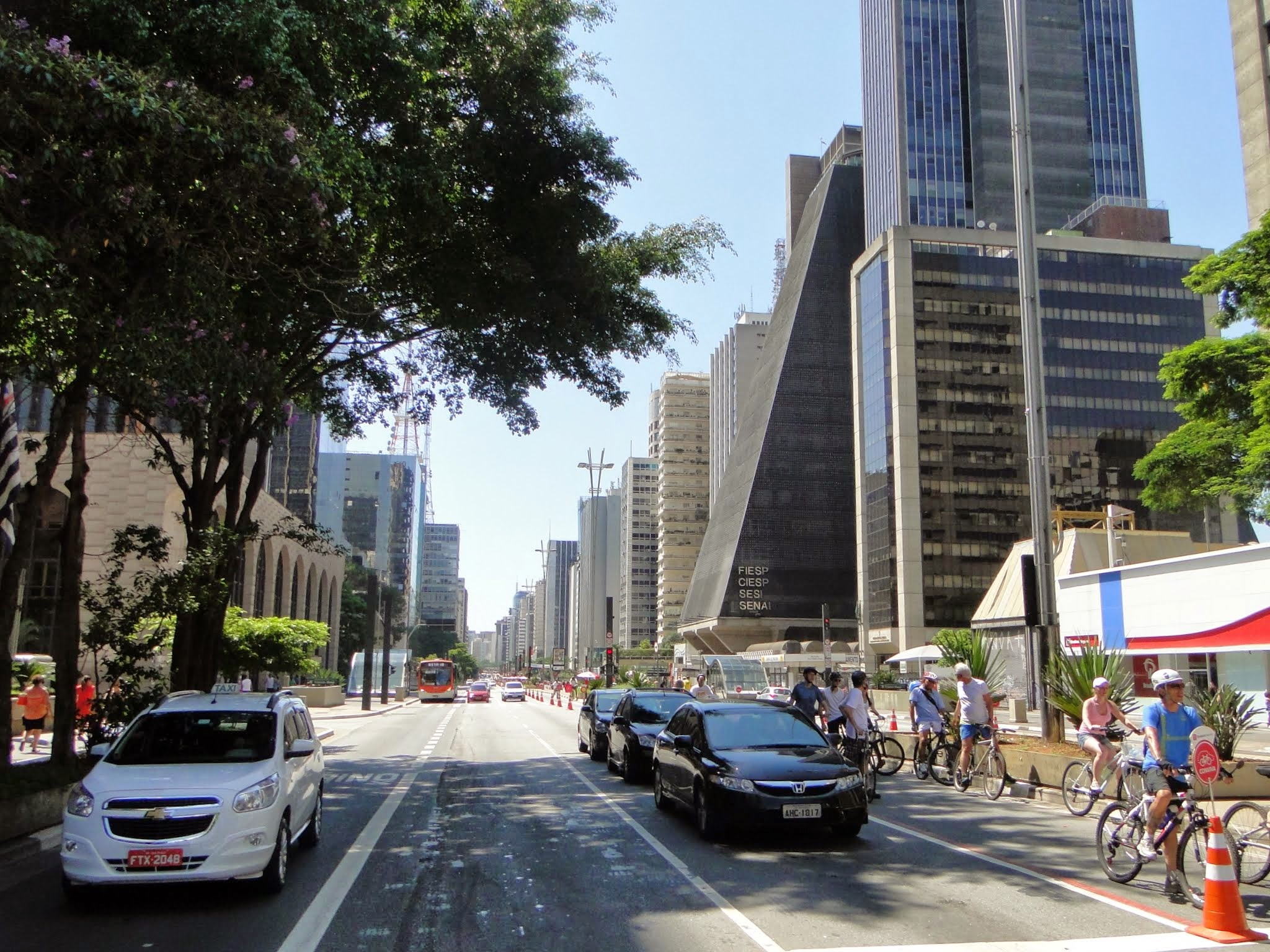
Авенида Паулиста